# Kūchkām
Kūchkām (persiska: کوچکام) är en ort i Iran.   Den ligger i provinsen Gilan, i den nordvästra delen av landet, 270 km nordväst om huvudstaden Teheran. Kūchkām ligger 55 meter över havet och antalet invånare är 520.
Terrängen runt Kūchkām är varierad.Runt Kūchkām är det ganska tätbefolkat, med 134 invånare per kvadratkilometer. Närmaste större samhälle är Māsāl, 4,2 km norr om Kūchkām. I omgivningarna runt Kūchkām växer i huvudsak blandskog.